# Batalla de Villalar
La batalla de Villalar va ser l'episodi decisiu de la Revolta de les Comunitats de Castella en què es van enfrontar les forces imperials de l'Emperador Carles V i les de la Junta Comunera capitanejades per Juan de Padilla, Juan Bravo i Francisco Maldonado, ocorreguda el 23 d'abril de 1521 a la localitat de Villalar (avui Villalar de los Comuneros, província de Valladolid, Espanya).
La batalla va ser guanyada per les forces imperials i va posar fi a la Guerra de les Comunitats al nord de Castella, on van ser decapitats el 24 d'abril els tres capitans comuners.
En record a la Batalla de Villalar s'ha triat el 23 d'abril per celebrar el Dia de Castella i Lleó.

## Preparatius
L'exèrcit comunero es trobava aquarterat a la localitat val·lisoletana de Torrelobatón, després d'haver-la pres el mes de febrer de 1521. Juan de Padilla mantenia els seus homes dins del castell de Torrelobatón a l'espera de poder marxar cap a Valladolid o Toro. Mentrestant, l'exèrcit de l'Emperador Carles V s'instal·lava a Peñaflor de Hornija, esperant moviments de l'exèrcit dels comuneros.
A la batalla hi van participar les tropes manades per Íñigo Fernández de Velasco, entre les quals figuraven les allistades al repartiment efectuat per l'Ajuntament de Burgos.

## El 23 d'abril
L'exèrcit comunero va sortir el 23 d'abril de 1521 de matinada cap a Toro, ciutat aixecada en comunitat. Era un dia de pluja, el menys propici per fer un desplaçament militar. Els soldats de l'exèrcit comuner havien pressionat hores abans a Padilla perquè realitzés algun moviment a la zona. Aquest va decidir marxar cap a Toro a la recerca de reforços i aprovisionament. L'exèrcit va ser recorrent el camí cap a Toro, quan, a l'altura de Vega de Valdetronco, la batalla ja era inevitable. La pluja seguia caient amb força, i Padilla es va veure obligat a buscar un lloc propici on presentar la batalla.
La primera localitat escollida va ser Vega de Valdetronco, però l'exèrcit no atenia a les ordres que ell donava. La següent localitat en el camí cap a Toro, passada Vega de Valdetronco, era Villalar, i aquell va ser el lloc on es desenvoluparia la batalla.

## Batalla

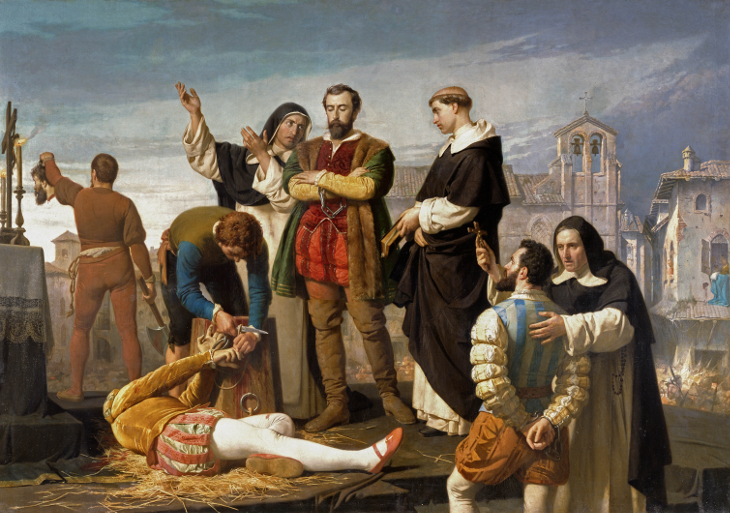
"Els Comuneros Padilla, Bravo i Maldonado al patíbul", de Antonio Gisbert, 1860. Fons del Congrés dels Diputats.

L'exèrcit comunero, en clara inferioritat respecte a les tropes de l'Emperador Carles V, va intentar que la batalla es produís dins del poble. Per a això, instal·lar els canons i altres peces d'artilleria als seus carrers.
Molts dels combatents aprofitar la incertesa inicial per fugir a les seves localitats d'origen o d'altres properes a Villalar.
La contesa va ser tota una massacre, i al vespre al poble tan sols se sentia el cridar dels comuners ferits que jeien en els camps mentre eren rematats. Els principals capitans comuners, Padilla, Bravo i Maldonado, van ser capturats amb vida, reclosos i posats en espera de ser jutjats.

## Conseqüències
Els soldats de l'exèrcit comuner que van aconseguir fugir, ho van fer en la seva majoria a Toro i una part del malparat exèrcit va passar a Portugal per la frontera de Fermoselle. La resta es va reunir amb Acuña a Toledo, reforçant la resistència de la ciutat del Tajo diversos mesos més. La batalla es va saldar finalment amb la mort de 500 a 1.000 soldats comuners i la captura d'altres 6.000 presoners.

## Nota
1. ↑  Pablo Sánchez León. Absolutismo y comunidad: los orígenes sociales de la guerra de los comuneros de Castilla.  Siglo XXI de España Editores, 1998, p. 1–. ISBN 9788432309670 [Consulta: 20 febrer 2011].